# Крамарова гора
Крамарова гора — ботанічний заказник місцевого значення в Україні. Розташований на території Тернопільського району Тернопільської області, на південь від села Угринів, схил південної та південно-західної експозиції пагорба в урочищі «Тарасів».
Площа — 12 га, створений у 2005 році.